# Obirsko
Obirsko (nemško Ebriach) je naselje v Občini Železna Kapla - Bela v Okraju Velikovec na Koroškem v Avstriji.